# Henry Figueroa
Henry Adalberto Figueroa Alonzo (sinh ngày 28 tháng 12 năm 1992) là một cầu thủ bóng đá người Honduras hiện tại thi đấu ở vị trí hậu vệ cho Alajuelense.

## Danh hiệu

### Câu lạc bộ
- Liga Nacional: 2014–15 A, 2016–17 A, 2016–17 C
- Siêu cúp bóng đá Honduras: 2017